# 野一色站
野一色站（日语：／ Noishiki eki */?）是位於岐阜縣岐阜市野一色1丁目，名古屋鐵道美濃町線的車站（廢站）。

## 歷史
此站在1911年，美濃電氣軌道路線開通時同時啟用。在1944年至1949年之間曾經暫停營業。在2005年4月1日，美濃町線全線廢除時，此站也被廢除。
- 1911年（明治44年）2月11日 - 美濃電氣軌道神田町站（後來名為岐阜柳瀨站）至上有知站（後來名為美濃站）之間開通，此站啟用[2][3]。
- 1930年（昭和5年）8月20日 - 美濃電氣軌道與名古屋鐵道（第一代。同年中改名為名岐鐵道，在1935年起再改名為名古屋鐵道）合併。成為名古屋鐵道的美濃町線車站[2]。
- 1944年（昭和19年） - 車站暫停營業[2]。
- 1949年（昭和24年）10月1日 - 車站重開[2]。
- 1970年（昭和45年）6月25日 - 車站向琴塚站一方遷移[3]。
- 2005年（平成17年）4月1日 - 美濃町線全線廢除，此站也同時廢除[3]。

## 車站構造
截至車站廢除前，此站是地面車站，設有2面2線的低地台相對式月台。此站為無人車站。曾經只有1面1線的單式月台。在美濃町線開始直通至名鐵岐阜站的時候，於1970年新設列車交會設備。同時車站向琴塚站一方遷移100米。
來自徹明町站的電車會在此站或日野橋站折返。而來自新岐阜站（現時：名鐵岐阜站）的電車與來自徹明町站的電車會在競輪場前至此站之間連續行走。乘客可於此站或野一色站轉乘電車，而關於此站轉乘方面，乘客可於同一月台同時轉乘電車。
在車站附近範圍都是專用路段。而向徹明町一方300米處起的路軌是與道路共用。在專用路段與道路共用區間之間，國道東行線上設有汽車交通燈（西行線沒有交通燈）。
在車站廢除後的2017年8月。在圖中可看見南邊月台遺址還存在。北邊月台遺址已經鋪設道路。

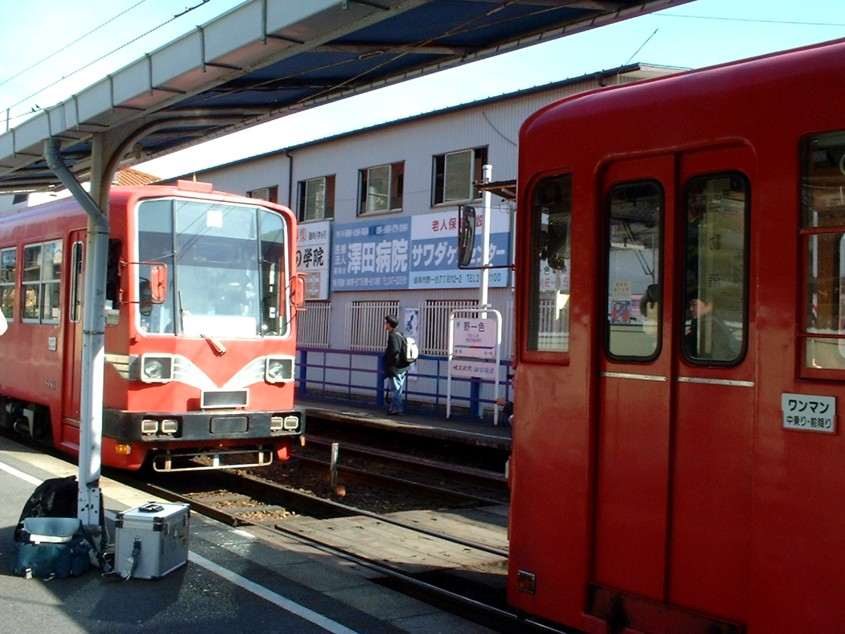
從徹明町出發的電車（前方），與從新岐阜出發前往關的電車於同一月台轉乘（2005年3月）
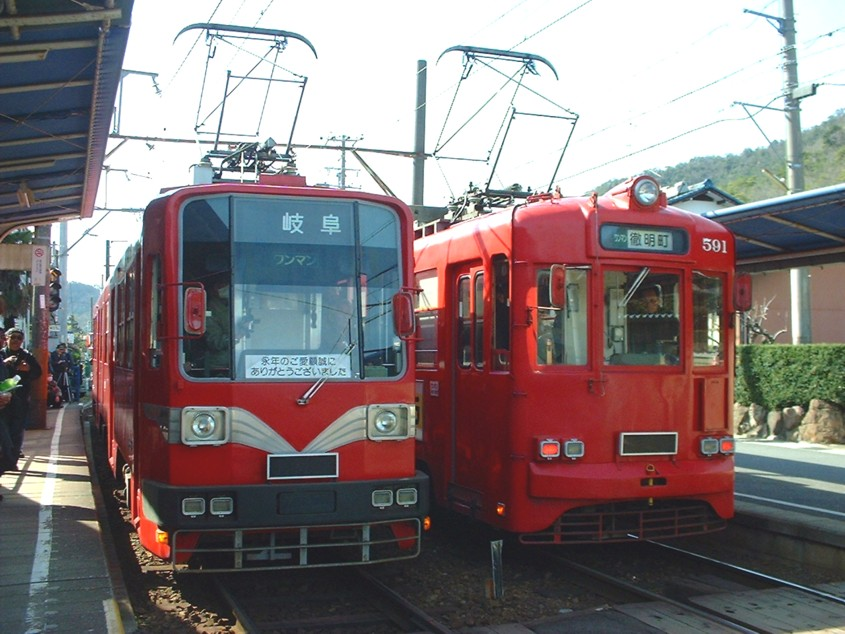
前往新岐阜的電車與前往徹明町的電車轉乘（2005年3月）
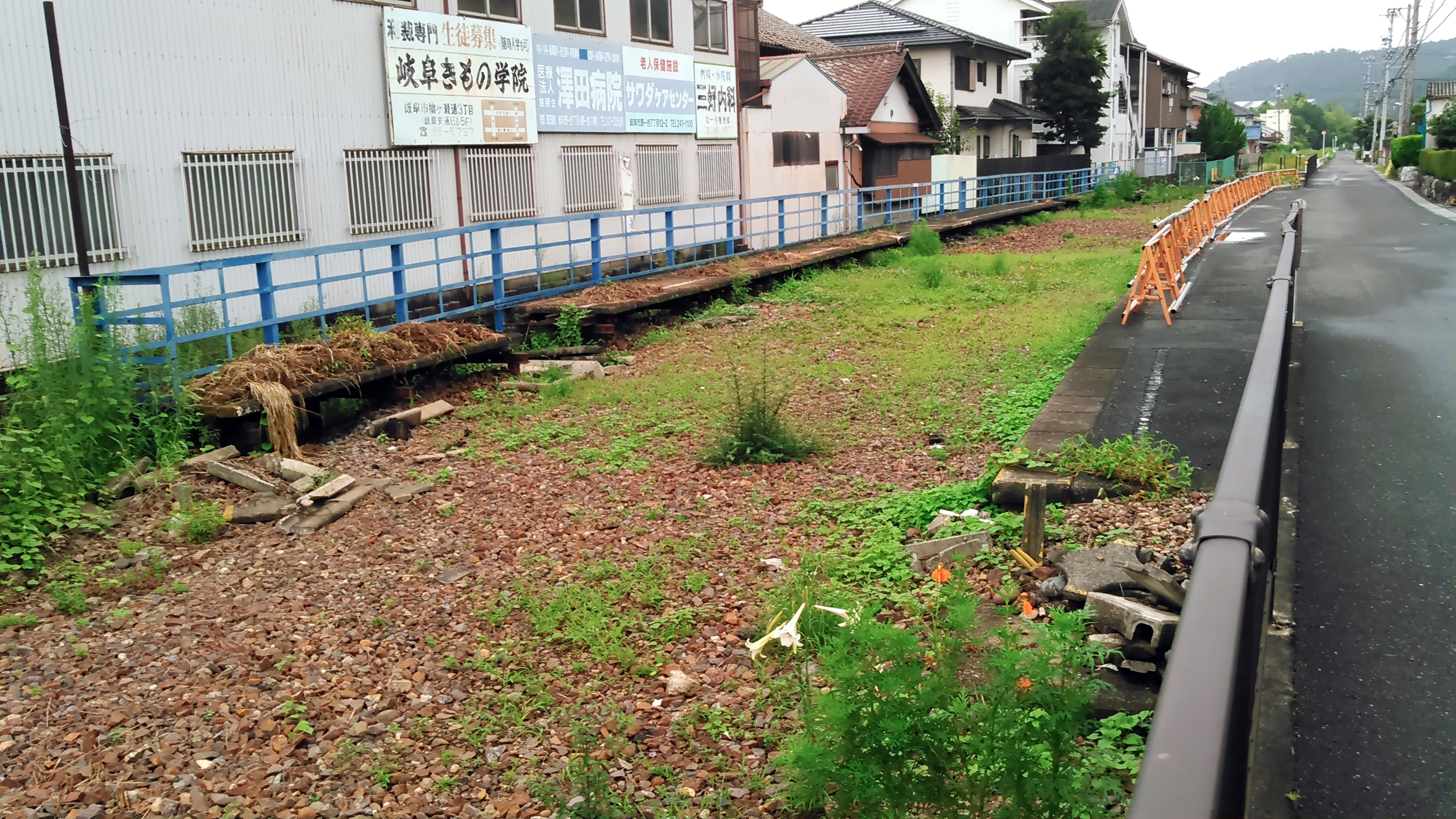
月台遺址（2017年8月）

### 配線圖
| ← 徹明町方向    | 野一色站 站內配線略圖 | → 新關方向 |
| 图例 参考文献： |                       |            |

## 車站周邊
- 岐阜野一色郵局
- 岐阜市立長森北小學（日语：岐阜市立長森北小学校）
- 岐阜巴士（日语：岐阜乗合自動車）野一色、東野一色巴士站（替代交通服務）

## 相鄰車站
名古屋鐵道
■美濃町線
北一色－野一色－琴塚

## 注腳
1. ↑  國土地理院2.5萬地形圖「岐阜」，1992年(平成4年)修正版。
2. 1 2 3 4  . 鄉土出版社. 1997: 219–230. ISBN 4-87670-097-4 （日语）.
3. 1 2 3 4  今尾惠介（監修）.  7 東海. 新潮社. 2008: 51–52. ISBN 978-4-10-790025-8 （日语）.
4. ↑  川島令三. . 名古屋北部・岐阜篇 1. 草思社. 1997: 181. ISBN 4-7942-0796-4 （日语）.
5. ↑  德田耕一. . JTB Can Books. JTB出版. 2005: 104. ISBN 978-4-53305-883-7 （日语）.
6. ↑  電氣車研究會，《鐵道畫刊》通卷第473號 1986年12月 臨時增刊号 「特集 - 名古屋鐵道」，附圖「名古屋鐵道路線略圖」